# Jodis dentifascia
Jodis dentifascia är en fjärilsart som beskrevs av W. Warren 1897. Jodis dentifascia ingår i släktet Jodis och familjen mätare. Inga underarter finns listade i Catalogue of Life.